# Okręg wyborczy nr 78 do Senatu Rzeczypospolitej Polskiej
Okręg wyborczy nr 78 do Senatu Rzeczypospolitej Polskiej obejmuje obszar powiatów bielskiego i pszczyńskiego oraz miasta na prawach powiatu Bielska-Białej (województwo śląskie). Wybierany jest w nim 1 senator na zasadzie większości względnej.
Utworzony został w 2011 na podstawie Kodeksu wyborczego. Po raz pierwszy zorganizowano w nim wybory 9 października 2011. Wcześniej obszar okręgu nr 78 należał do okręgu nr 26.
Siedzibą okręgowej komisji wyborczej jest Bielsko-Biała.

## Reprezentanci okręgu
| Rok  | Rok  | Senator                | Komitet wyborczy                           |
| ---- | ---- | ---------------------- | ------------------------------------------ |
|      | 2011 | Rafał Muchacki         | Platforma Obywatelska RP                   |
|      | 2015 | Andrzej Kamiński       | Prawo i Sprawiedliwość                     |
|      | 2019 | Agnieszka Gorgoń-Komor | KKW Koalicja Obywatelska PO .N iPL Zieloni |
| 2023 |      | Agnieszka Gorgoń-Komor | KKW Koalicja Obywatelska PO .N iPL Zieloni |

## Wyniki wyborów
Symbolem „●” oznaczono senatorów ubiegających się o reelekcję.

### Wybory parlamentarne 2011
| Kandydat                                                                                      | Kandydat          | Komitet wyborczy                 | Głosów | Głosów | Głosów |
| Kandydat                                                                                      | Kandydat          | Komitet wyborczy                 | Liczba | %      | +/–    |
| --------------------------------------------------------------------------------------------- | ----------------- | -------------------------------- | ------ | ------ | ------ |
|                                                                                               | Rafał Muchacki ●  | Platforma Obywatelska RP         | 86 086 | 45,93  | –      |
|                                                                                               | Andrzej Kamiński  | Prawo i Sprawiedliwość           | 57 579 | 30,72  | –      |
|                                                                                               | Piotr Bożałkiński | Sojusz Lewicy Demokratycznej     | 16 872 | 9,00   | –      |
|                                                                                               | Roman Pająk       | KWW Autonomia Dla Ziemi Śląskiej | 14 203 | 7,58   | –      |
|                                                                                               | Ryszard Wójcik    | Polskie Stronnictwo Ludowe       | 12 707 | 6,78   | –      |
| Frekwencja: 55,14% Liczba głosów ważnych: 192 490 (97,38%) Źródło: Państwowa Komisja Wyborcza |                   |                                  |        |        |        |

● Rafał Muchacki reprezentował w Senacie VII kadencji (2007–2011) okręg nr 26.

### Wybory parlamentarne 2015
| Kandydat                                                                                      | Kandydat         | Komitet wyborczy           | Głosów | Głosów | Głosów |
| Kandydat                                                                                      | Kandydat         | Komitet wyborczy           | Liczba | %      | +/–    |
| --------------------------------------------------------------------------------------------- | ---------------- | -------------------------- | ------ | ------ | ------ |
|                                                                                               | Andrzej Kamiński | Prawo i Sprawiedliwość     | 93 299 | 47,64  | +16,92 |
|                                                                                               | Rafał Muchacki ● | Platforma Obywatelska RP   | 79 148 | 40,42  | –5,51  |
|                                                                                               | Ryszard Wójcik   | Polskie Stronnictwo Ludowe | 23 378 | 11,94  | +5,14  |
| Frekwencja: 58,66% Liczba głosów ważnych: 195 825 (95,75%) Źródło: Państwowa Komisja Wyborcza |                  |                            |        |        |        |

### Wybory parlamentarne 2019
| Kandydat                                                                                      | Kandydat               | Komitet wyborczy                           | Głosów  | Głosów | Głosów |
| Kandydat                                                                                      | Kandydat               | Komitet wyborczy                           | Liczba  | %      | +/–    |
| --------------------------------------------------------------------------------------------- | ---------------------- | ------------------------------------------ | ------- | ------ | ------ |
|                                                                                               | Agnieszka Gorgoń-Komor | KKW Koalicja Obywatelska PO .N iPL Zieloni | 114 113 | 51,09  | +10,67 |
|                                                                                               | Andrzej Kamiński ●     | Prawo i Sprawiedliwość                     | 109 241 | 48,91  | +1,27  |
| Frekwencja: 66,93% Liczba głosów ważnych: 223 354 (97,36%) Źródło: Państwowa Komisja Wyborcza |                        |                                            |         |        |        |

### Wybory parlamentarne 2023
| Kandydat                                                                                      | Kandydat                 | Komitet wyborczy                           | Głosów  | Głosów | Głosów |
| Kandydat                                                                                      | Kandydat                 | Komitet wyborczy                           | Liczba  | %      | +/–    |
| --------------------------------------------------------------------------------------------- | ------------------------ | ------------------------------------------ | ------- | ------ | ------ |
|                                                                                               | Agnieszka Gorgoń-Komor ● | KKW Koalicja Obywatelska PO .N iPL Zieloni | 127 604 | 49,45  | –1,64  |
|                                                                                               | Jan Chrząszcz            | Prawo i Sprawiedliwość                     | 91 091  | 35,30  | –13,61 |
|                                                                                               | Cezary Czapiga           | Konfederacja Wolność i Niepodległość       | 28 960  | 11,22  | –      |
|                                                                                               | Monika Socha-Czyż        | Zjednoczenie Chrześcijańskich Rodzin       | 10 412  | 4,03   | –      |
| Frekwencja: 78,42% Liczba głosów ważnych: 258 067 (98,43%) Źródło: Państwowa Komisja Wyborcza |                          |                                            |         |        |        |

## Kartogramy
| - Zwycięzcy wyborów 2011 w poszczególnych gminach: Rafał Muchacki Andrzej Kamiński | - Zwycięzcy wyborów 2015 w poszczególnych gminach: Andrzej Kamiński Rafał Muchacki | - Zwycięzcy wyborów 2019 w poszczególnych gminach: Agnieszka Gorgoń-Komor Andrzej Kamiński |